# الناحية المركزية (مقاطعة درميان)
الناحية المركزية لمقاطعة درمیان (بالفارسية: بخش مرکزی شهرستان درمیان) هي ناحية في مقاطعة درميان التابعة لمحافظة جنوب خراسان في إيران. في تعداد عام 2006م، كان عدد سكانها 21,409 نسمة في 5,163 أسرة. يوجد في الناحية مدينة واحدة: اسديه ويوجد فيها قسمان ريفيان: قسم درميان الريفي وقسم مياندشت الريفي.